# 引っ越せますか
『引っ越せますか』（ひっこせますか）は、1993年7月7日より9月22日まで毎週水曜日22:00 - 22:52に、日本テレビ系列の「水曜ドラマ」枠で放送されていた日本のテレビドラマ。主演は大地康雄。
築30年3LDKのボロ家に祖母、母、そして娘3人の女所帯5人暮らしの池渕家。狭くてプライバシーもない状態だが、場所は東京のど真ん中・恵比寿と悪くない。海外赴任から帰ってきた父は居場所がなく、一戸建ての購入を決めるが、ローンを組んだ矢先に家族の問題が噴出する。
主演の大地は連続ドラマでは初の主演だった。また、脚本の長坂秀佳も「水曜ドラマ」枠では唯一の作品である。

## キャスト
池渕家
- 池渕五輔（家電メーカー営業） - 大地康雄
- 池渕窓子（池渕家次女・美大4年生） - 中嶋朋子
- 池渕翠子（池渕家長女・商社勤務・婚約中） - 鈴木京香（7歳時：橋本綾乃）（第1話、第7話）
- 池渕すず江（五輔の妻・パートとエコロジー活動が生きがい） - 高橋恵子
- 池渕伊知（五輔の母） - 佐々木すみ江
- 池渕琴子（池渕家三女・中学2年生） - 山口リエ

その他
- 大場かめ（五輔の幼なじみ） - 泉ピン子（特別出演）
- 柏木理一郎（いちご銀行銀行員） - 石黒賢（第1話 - 第9話）
- 神野十徳（山神不動産社長） - 近藤敦（第1話 - 第9話）
- 沢伊しほ里（ゼネラルファイナンスの女） - 石井苗子（第4話 - 第9話）
- 程島朝見（翠子の婚約者） - 日比野玲（第1話 - 第10話）
- 矢部圭太（窓子の友人） - 川井博之
- 木村厚志（窓子の友人） - 竹下宏太郎（第1話 - 第4話、第6話、第8話、第10話 - 最終話）
- 麻美（窓子の友人） - 恩田麻実（第1話 - 第4話、第6話、第11話、最終話）
- 古川美由紀（窓子の友人） - 中山玲（第1話 - 第4話、第6話、第11話、最終話）
- 滝本美則（琴子のボーイフレンド） - 谷口宗一
- ヒロ子（琴子の友人） - 郡山良子（第1話、第2話、第6話）
- アケミ（琴子の友人） - 小笠原亜里沙（第1話、第2話、第6話）
- 春日泰明（五輔の上司） - 名古屋章（第1話、第2話、第7話、第9話）
- 都崎（五輔の上司） - 阪田マサノブ（第4話、第6話 - 第9話）
- 山口専務（新居オーナー会社の専務） - 加藤治（第3話、第6話）
- 松山周作（翠子の会社の同僚） - 渡辺いっけい（第10話 - 最終話）
- 松山豊（松山周作の息子） - 大沼篤史（第11話、最終話）
- 松山まき（松山周作の娘） - 村嶋亜矢香（第11話、最終話）
- 居酒屋「やす吉」店長 - 剛州（第10話 - 最終話）
- いちご銀行支店長 - 佐々木敏（第10話 - 最終話）
- 白石裕子（スナック裕子のママ） - 田島令子（第11話、最終話）

## スタッフ
- 原案・脚本 - 長坂秀佳
- 脚本 - 深沢正樹、江頭美智留、山田千詠、平岡恵子
- 音楽 - 崩場将夫
- 演出 - 祖父江信太郎、金田和樹
- 主題歌 - GAO「「月」に吠える朝」
- 制作 - 平林邦介
- プロデュース - 五歩一勇、櫨山裕子

## 放送日程
| 話数   | 放送日  | サブタイトル   | 脚本                                  | 監督                  |
| ------ | ------- | -------------- | ------------------------------------- | --------------------- |
| 第1話  | 7月07日 | 指名解雇       | 長坂秀佳                              | 祖父江信太郎          |
| 第2話  | 7月14日 | おいしい話     | 長坂秀佳                              | 祖父江信太郎          |
| 第3話  | 7月21日 | 夢の庭つき5LDK | 長坂秀佳                              | 金田和樹              |
| 第4話  | 7月28日 | 1千万円返して! | 長坂秀佳                              | 金田和樹              |
| 第5話  | 8月04日 | 悪夢の引っ越し | 長坂秀佳                              | 祖父江信太郎          |
| 第6話  | 8月11日 | 甘い生活の罠   | 長坂秀佳                              | 祖父江信太郎          |
| 第7話  | 8月18日 | さびしい裏切   | 山田千詠 平岡恵子                     | 金田和樹              |
| 第8話  | 8月25日 | 暴かれた打算愛 | 深沢正樹                              | 金田和樹              |
| 第9話  | 9月01日 | 炎の池渕家     | 江頭美智留                            | 祖父江信太郎          |
| 第10話 | 9月08日 | 父の蒸発       | 平岡恵子                              | 祖父江信太郎          |
| 第11話 | 9月15日 | 私、産みたい!  | 江頭美智留                            | 金田和樹              |
| 最終話 | 9月22日 | 最後の引っ越し | 江頭美智留 深沢正樹 平岡恵子 山田千詠 | 祖父江信太郎 金田和樹 |

## 備考
『最新!NGハプニング㊙テレビの裏側大公開!』にて『進め!電波少年』による「日本テレビの全番組に出たい！」との企画で、松村邦洋が病院で待つ工事現場作業員風の男として背中だけ出演した。
| 日本テレビ系列 水曜ドラマ                          | 日本テレビ系列 水曜ドラマ                                                 | 日本テレビ系列 水曜ドラマ                                            |
| 前番組                                             | 番組名                                                                    | 次番組                                                               |
| -------------------------------------------------- | ------------------------------------------------------------------------- | -------------------------------------------------------------------- |
| 嘘つきは夫婦のはじまり （1993年4月14日 - 6月30日） | 引っ越せますか （1993年7月7日 - 9月22日） 【この作品まで終了時刻は22:52】 | 同窓会 （1993年10月20日 - 12月22日） 【この作品から終了時刻は22:54】 |